# Залізничний транспорт в Польщі
Польська залізнична мережа складала станом на 2015 рік близько 18510 кілометрів, з яких більше половини електрифіковано в 3 кВ постійного струму.
Польща є членом Міжнародного союзу залізниць (UIC): її код країни — 51.
Залізничні перевезення здійснюються низкою державних та приватних залізничних операторів. PKP Group, яка перебуває у державній власності, надає більшість залізничних послуг. Окрім компаній, що належать ПКП, існує ряд приватних вантажних операторів, а також ряд незалежних пасажирських операторів, що належать переважно урядам воєводств.

## Огляд

Максимальна швидкість у Польщі (2017)

Переважна більшість шляхів була побудована до Другої світової війни різними залізничними компаніями, включаючи німецький Deutsche Reichsbahn та Російську імперську державну залізницю, і лише незначна частина була побудована після 1946 року комуністичною владою. Через вік мережі та брак технічного обслуговування на багатьох ділянках, навіть на магістральних лініях, рух обмежено до швидкості нижче 160 км/год (99 миля/год) . Лише 2,813 км рейкового полотна дозволяють рух понад 160 км/год (99 миля/год) або більше.
З моменту вступу Польщі до Європейського Союзу в 2004 році європейські фінансові установи надали значних коштів на вдосконалення як польської залізничної мережі, так і парку рухомого складу. До червня 2014 року Європейський інвестиційний банк надав позики на загальну суму 1,9 млрд євро для проєктів модернізації залізниць у Польщі. До грудня 2013 року було передбачено додатково 578 млн євро на модернізацію 70 відсотків рухомого складу PKP Intercity . Придбання у 2014 році двадцяти швидкісних поїздів Alstom Pendolino, поставлених у 2014 році, фінансувалось частково за рахунок Європейського інвестиційного банку на 342 млн.

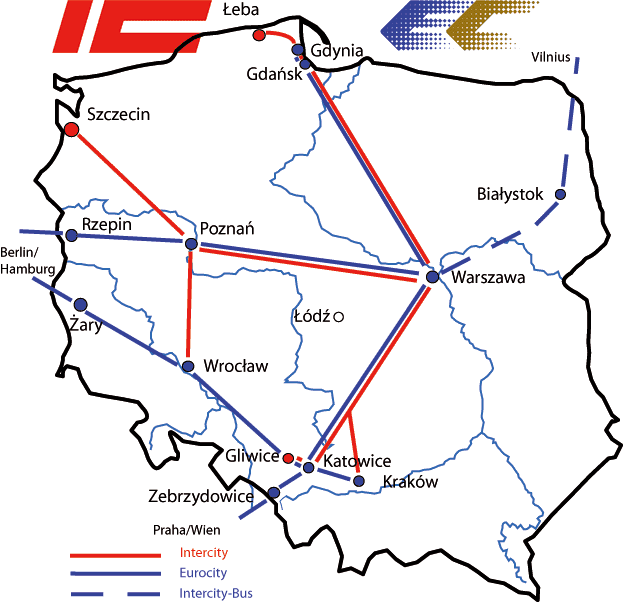
Intercity та Eurocity лінії сполучення у Польщі

В даний час в Польщі немає високошвидкісних ліній ,тобто таких що експлуатуються зі швидкістю вище 200 км/год (124 миля/год) . Центральна залізнична магістраль(centralna magistrala kolejowa), яка з'єднує Варшаву з Катовицями та Краковом, була спроєктована під швидкість руху 250 км/год (155 миля/год), але протягом 30 років після свого будівництва Польща не мала рухомого складу, здатного рухатися зі швидкістю понад 160 км/год (99 миля/год) . З 2008 року вона була модернізована для забезпечення вищих швидкостей, включаючи встановлення Європейської системи управління поїздами 1-го рівня, яка забезпечує контроль управління, необхідний швидкісним поїздам. Більшість поїздів на CMK все ще працюють зі швидкістю до 160 км/год (99 миля/год), але з 14 грудня 2014 року нові поїзди Alstom Pendolino ED250 курсують на 90 км ділянки магістралі на швидкості 200 км/год (124 миля/год), а поточні вдосконалення повинні підвищити дозволену швидкість до 200 км/год (124 миля/год) на більшій частині лінії. У тестових пробігах на у листопаді 2013 року новий поїзд Pendolino ED250 встановив новий польський рекорд швидкості 293 км/год (182 миля/год) .

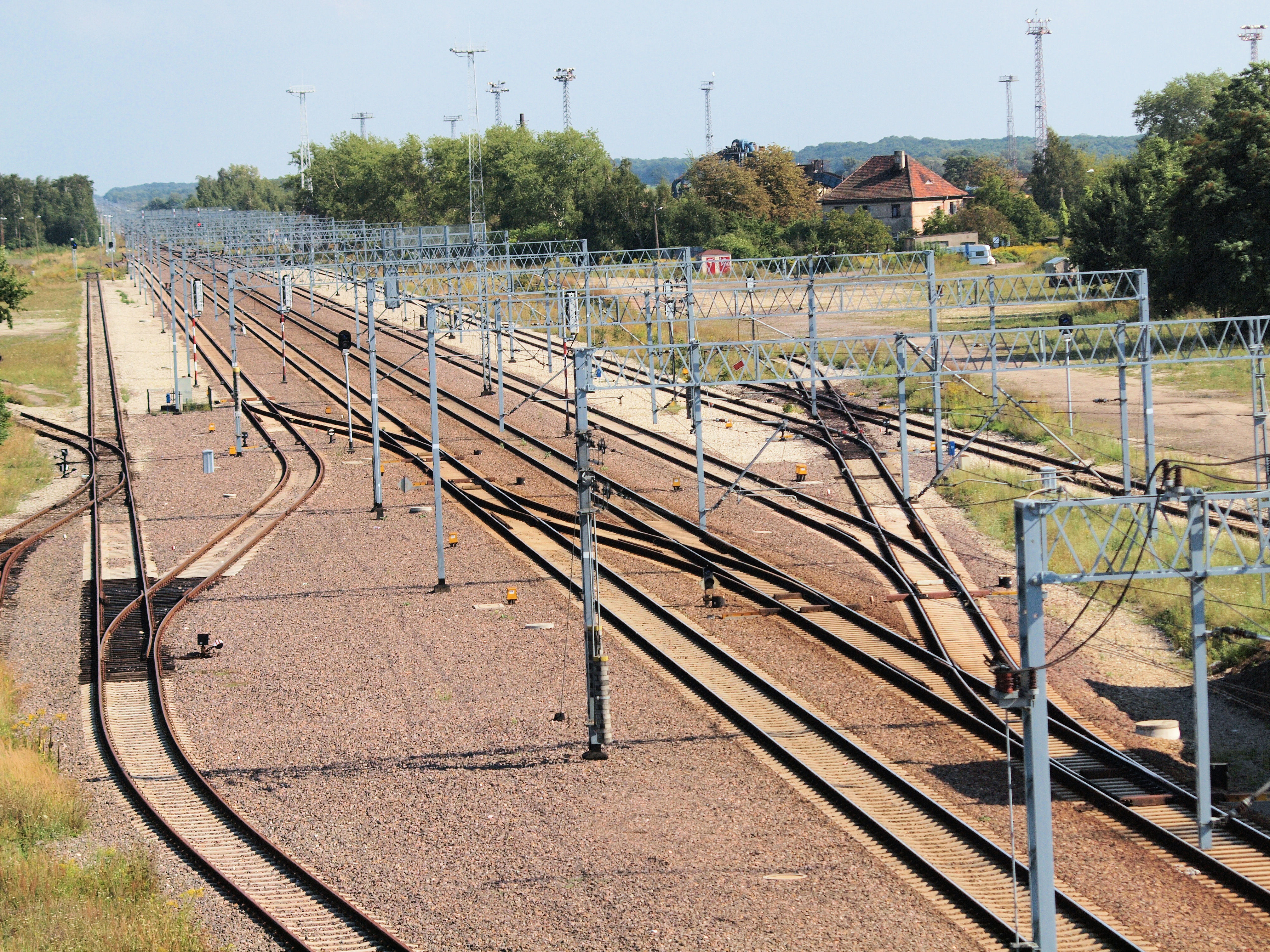
Електрифікована залізнична лінія в Польщі

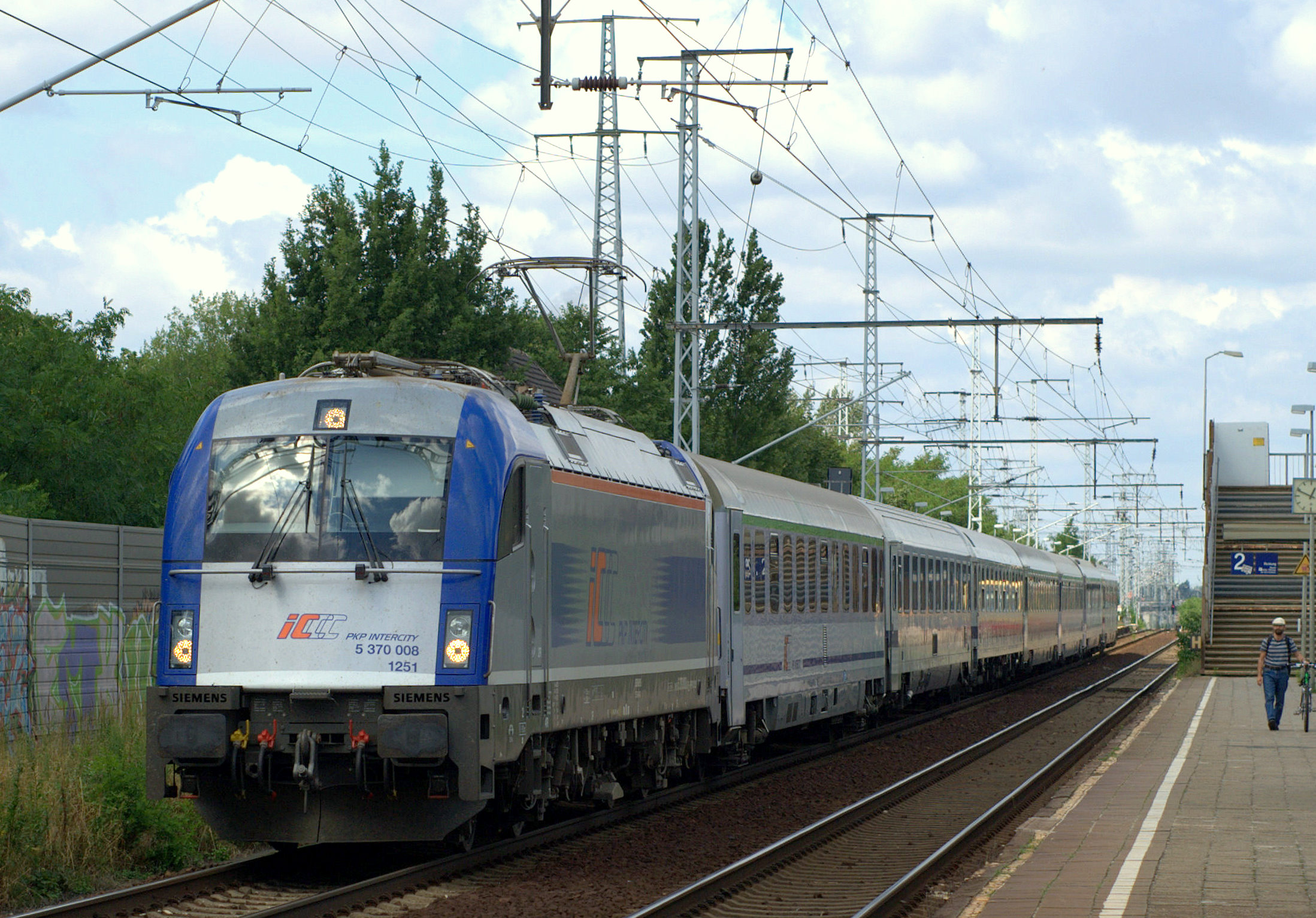
Новий PKP Intercity Siemens EuroSprinter вирушає з Берліна

У 2011—2015 роках. залізничний маршрут Варшава-Гданськ-Гдиня зазнав значного оновлення, яке коштувало $ 3 млрд. Роботи частково фінансовалися Європейським інвестиційним банком, включаючи заміну колії, перестановку кривих та переміщення ділянок колії, щоб забезпечити швидкість до 200 км/год (124 миля/год), модернізація станцій та встановлення найсучаснішої системи сигналізації ETCS рівня 2, яка повинна бути завершена в червні 2015 року. У грудні 2014 року були введені в експлуатацію нові швидкісні поїзди Alstom Pendolino між Гданськом, Варшавою та Краковом, скоротивши час поїздки залізницею від Гданська до Варшави з 2 годин 58 хвилин, наприкінці 2015 року до 2 годин. 37 хвилин
У 2008 році уряд оголосив про будівництво окремої високошвидкісної лінії на базі французької моделі TGV і, можливо, з використанням сумісного з TGV рухомого складу, до 2020 року. лінія з'єднувала Варшаву з Лодзью, Познаню та Вроцлавом на швидкості до 320 км/год (199 миля/год) . У планах було оновлення Центральної залізничної лінії до 250 км/год (155 миля/год) або більше, оскільки ця лінія подібна до французьких швидкісних ліній . У грудні 2011 року плани побудови високошвидкісної лінії були відкладені до 2030 року через високу вартість проєкту.
Станом на 2008 рік, закордонне сполучення налічує поїзди EuroCity та EuroNight між Західною та Східною Європою, особливо EN Jan Kiepura прямі спальні вагони між Росією та Амстердамом, Базелем та Мюнхеном через Варшаву, Познань та Німеччину. Зазвичай вони складаються з вагонів різних залізничних операторів, які додаються до поїзда, коли він проходить через зону їх експлуатації.

### Сумісність колій з сусідніми країнами
Напруга на польських лініях становить 3 кВ постійного струму.
- Однакова ширина колії — 1,435 мм:
  - Чехія — однакова напруга
  - Німеччина — 3 кВ постійного струму / 15 кВ змінного струму
  - Словаччина — однакова напруга
  - Швеція — поїздом на поромі, існуюче сполучення зі Щецина до Істаду через острів Борнхольм та від Гдині до Карлскруни (обидва 3 кВ постійного струму / 25 кВ змінного струму на польській стороні)
- Ширина колії різниться — 1,435 мм/ 1,520 мм
  - Білорусь — 3 кВ постійного струму /25 кВ змінного струму, короткий відрізок подвійного калібрувальних рейок, які доходять до Гродно
  - Литва — 3 кВ постійного струму / 25 кВ змінного струму, в рамках будівництва Rail Baltica в жовтні 2015 року була побудована нова дизельна лінія стандартної колії до Каунаса
  - Росія (Калінінградська область) — не електрифікована — навколо прикордонної зони є невеликі ділянки подвійних колій
  - Україна — 3 кВ постійного струму / 25 кВ змінного струму

### Ширококолійні лінії

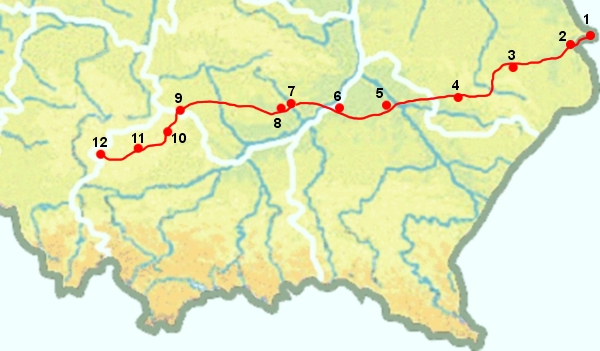
LHS пов'язує південь Польщі із залізницями широкої колії в Україні та інших східних країнах

Мережа польської залізниці використовує стандартну колією, за винятком Ширококолійної металургійної лінії (відомої за польською абревіатурою LHS) та кількох коротких ділянок біля прикордонних переходів . LHS до Славкова є найдовшою лінією, одинарною колією майже на 400 км від українського кордону на схід від Грубешева . Це найзахідніша лінія широкої колії, під'єднана до системи колишнього Радянського Союзу .

## Оператори

### PKP Group
Polskie Koleje Państwowe (PKP), державна корпоративна компанія, є основним постачальником залізничних послуг, маючи майже повну монополію на пасажирські послуги міжміського сполучення. Віна одночасно підтримується та частково фінансується урядом.
- Є три основні компанії PKP :
  - PKP PLK — володіє та підтримує інфраструктуру, включаючи лінії та станції.
  - PKP Intercity — забезпечує міжміські сполучення на найпопулярніших маршрутах. Поїзди поділяються на категорії: EuroNight (EN), EuroCity (EC), Express InterCity (EIC), Express InterCity Premium (EIP) — як правило, швидші та дорожчі, InterCity (IC) та (TLK) (міжрегіональні швидкі поїзди, повільніші ніж EN / EC / EIC, але дешевші) та міжнародні швидкі поїзди.
  - PKP Cargo забезпечує вантажні залізничні перевезення.
- Przewozy Regionalne (POLREGIO), раніше PKP Przewozy Regionalne, є оператором поїздів у Польщі, відповідальним за місцеві та міжрегіональні пасажирські перевезення. Щодня курсує приблизно 3000 регіональних поїздів. Протягом 2002 року перевезло 215 мільйонів пасажирів. Przewozy Regionalne — компанія, що належить різним урядам воєводства, кожна з яких володіє різними частками акцій.

### Інші оператори

Регіональні оператори пасажирських послуг у Польщі

Хоча PKP є найбільшим залізничним оператором у Польщі, існує кілька незалежних операторів пасажирських та вантажних залізничних послуг. Незалежні вантажні оператори переважно знаходяться у приватній власності. Пасажирські оператори належать урядам воєводства. До них належать:

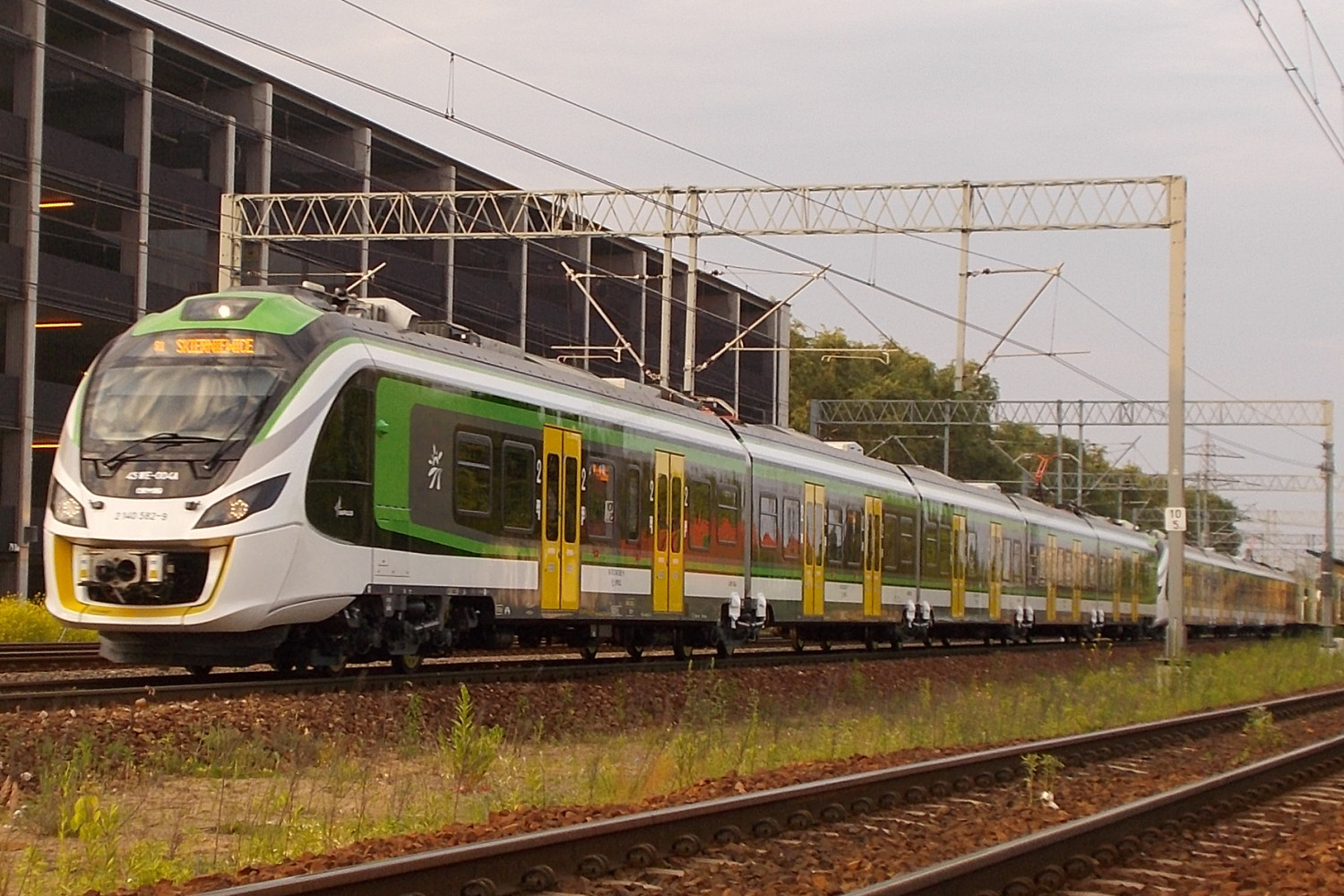
Поїзд Koleje Mazowieckie наближається до станції

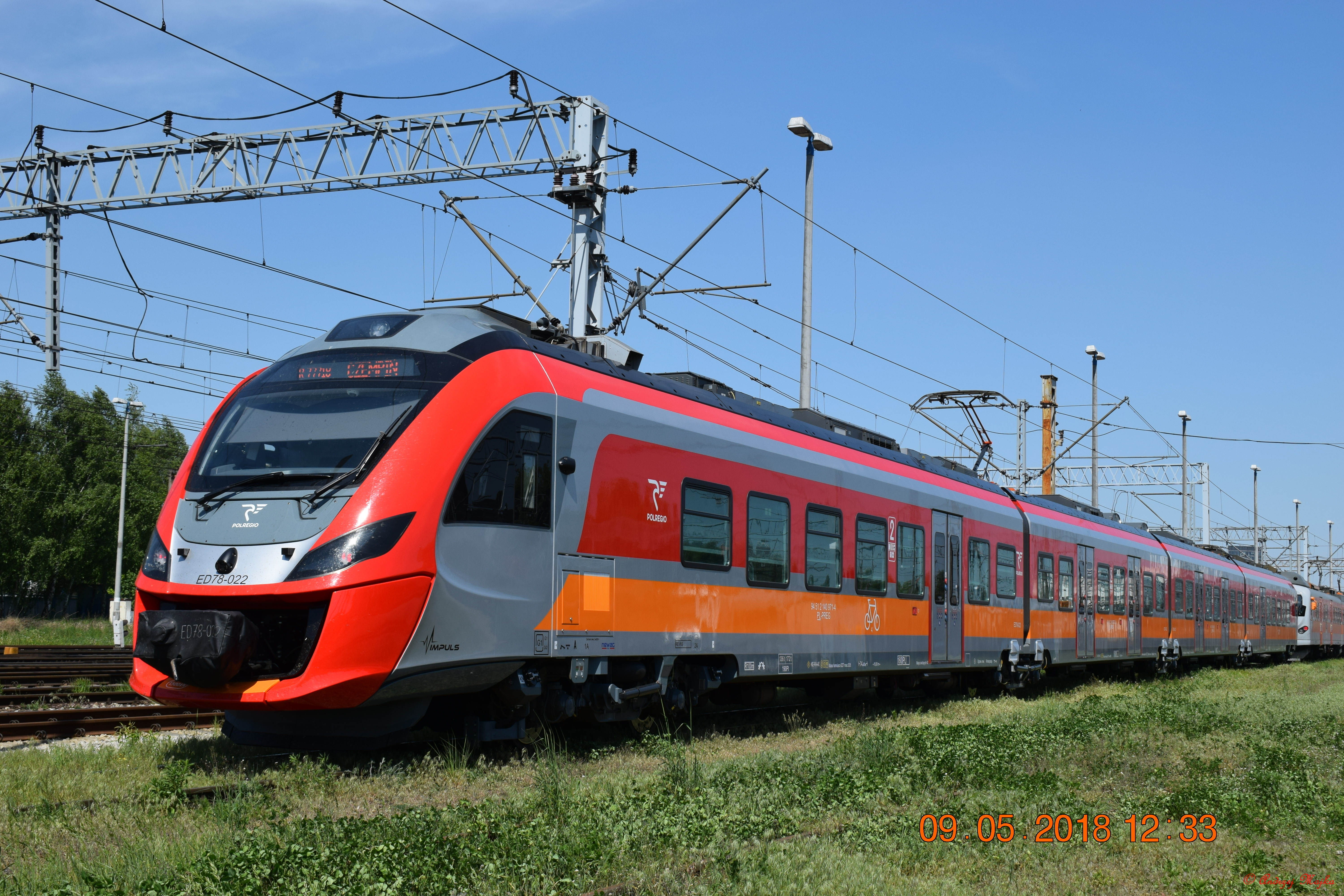
Тип ED78, сконструйований польською компанією Newag і належить Przewozy Regionalne (POLREGIO)

- Przewozy Regionalne — належить регіональним владам 16 воєводств, які раніше входили до групи PKP . Експлуатує місцеві пасажирські поїзди (під торговою маркою REGIO), що фінансуються органами місцевого самоврядування, дешеві міжміські поїзди (interREGIO) та міжнародні поїзди на короткі відстані спільно з DB Regio (REGIOekspres). Пасажирські поїзди досить повільні, переважно електричні багатофункціональні та дизельні вагони / автобуси . Потяги InterREGIO мають дещо нижчий рівень, ніж поїзди TLK (без першого класу та вагонів-ресторанів), але, як правило, трохи дешевші. У червні 2016 року Литовські залізниці та Przewozy Regionalne розпочали перевезення пасажирських поїздів у вихідні дні між Білостоком та Каунасом у Литві .[13][14]
- Deutsche Bahn
  - DB Regio з'єднується з прикордонними станціями в Гожуві, Костшині, Щецині з мережею DB місцевими поїздами (польські частини їх маршрутів, як правило, експлуатуються Przewozy Regionalne).
  - Arriva RP (дочірнє підприємство Deutsche Bahn, що повністю належить) є регіональним оператором на лініях у Куявсько-Поморському та Поморському регіонах
- Нижньосілезька залізниця — регіональний оператор на декількох лініях у Нижній Сілезії .
- Мазовецька залізниця — регіональний оператор на всіх лініях Мазовецького воєводства, включаючи Варшаву .
- Малопольська залізниця — регіональний оператор у регіоні Краків .
- Великопольська залізниця — регіональний оператор на кількох лініях у Великопольському воєводстві .
- Koleje Śląskie, регіональний оператор у Сілезькому воєводстві
- Мережа Лодзької агломерації — оператор приміської залізниці у Лодзькому воєводстві .
- Швидка міська залізниця (Варшава)
- Варшавська приміська залізниця

### Швидкий транзит
- Швидкісна міська залізниця в районі Три міста на півночі Польщі
- Варшавська приміська залізниця, приміська залізниця у Варшаві
- Швидка міська залізниця (Варшава), приміська міська мережа у Варшаві
- Варшавський метрополітен, метрополітен у Варшаві, який наразі переживає період розширення.

## Вантажні оператори
Вантажні перевезення надає низка приватних та державних залізничних операторів. До них належать:
- DB Cargo Polska
- Фрейтлайнер
- PKP Cargo
- PKP LHS
- Лотос
- Орлен КолТранс
- Логістика CTL

## Дивитися також
- Польська державна залізниця
- Транспорт в Польщі